# مؤسسة الملك فيصل الخيرية
مؤسسة الملك فيصل الخيرية قامت في التاسع عشر من شهر جمادى الأولى لعام 1396هـ/1976م على يد أبناء الملك فيصل في المملكة العربية السعودية، يتولى منصب المدير العام للمؤسسة الأمير خالد الفيصل، وتعد المؤسسة من أكبر المؤسسات الخيرية في العالم، وقد صدر المرسوم الملكي بإنشائها تكريماً لجلالة الملك فيصل رقم أ/134 في 19 /5 /1396هـ.

## ركائز مساندة لمؤسسة الملك فيصل الخيرية

### جائزة الملك فيصل العالمية
تمنح مؤسسة الملك فيصل جائزة سنوية، وهي جائزة الملك فيصل العالمية، لتكافئ الذين "أوقفوا حياتهم للعلم، وحققوا إنجازات فريدة كان لها مردودها الإيجابي في مجالات إبداعهم"، وتمنح المؤسسة جوائزها في المجالات التالية:
- خدمة الإسلام
- الدراسات الإسلامية
- اللغة والآداب العربية
- العلوم
- الطب

وتتكون كل جائزة من الجوائز الخمس، والتي تمنح بصفة سنوية، من شهادة (براءة) مكتوبة يدويًا بالخط الديواني وتحمل اسم الفائز وملخصًا للعمل الذي أهله لنيل الجائزة، وميدالية ذهبية زنة 200 – ويتم صكها خصيصًا لكل فائز، وجائزة نقدها قيمتها 750.000 ريال سعودي (200.000 دولار أمريكي). وتُمنح هذه الجوائز أثناء احتفالية تخصص لهذا الغرض في الرياض بالمملكة العربية السعودية، ويمنحها العاهل السعودي. وكان أول الفائزين بجائزة الملك فيصل العالمية العلامة أبو الأعلى المودودي في عام 1979م في مجال خدمة الإسلام. وقد منحت الجائزة أيضًا في عام 1987م للداعية أحمد ديدات عن الخدمات المتميّزة التي قدّمها للإسلام. وفي عام 2009م ذهبت الجائزة إلى (رونالد ليفي)، وهو أول يهودي ينال هذه الجائزة.

### مركز الملك فيصل للبحوث والدراسات الإسلامية
تم إنشاء مركز الملك فيصل للبحوث والدراسات الإسلامية في عام 1403هـ/1983م، وهو عبارة عن مؤسسة مستقلة غير هادفة للربح ومقرها الرياض وتتلقى تمويلها من مؤسسة الملك فيصل. ويدرس هذا المركز القضايا المؤثرة على العالمين العربي والإسلامي، وينظّم عددًا من المؤتمرات كل عام، وقد أُنشئ مركز الملك فيصل للبحوث والدراسات الإسلامية سنة 1403هـ/ 1983م لمواصلة الرسالة النبيلة للملك فيصل بن عبد العزيز رحمه الله (1906- 1975م) في نشر العلم والمعرفة بين المملكة وبقية دول العالم. ويعدُّ المركز منصة بحث تجمع بين الباحثين والمؤسسات لحفظ العمل العلمي ونشره وإنتاجه، ويهدف إلى توسيع نطاق المؤلفات والبحوث الحالية؛ لتقديمها إلى صدارة المناقشات والمساهمات العلمية، واهتمامات المجتمعات الإسلامية في العلوم الإنسانية، والعلوم الاجتماعية، والفنون والآداب.
الرؤية: أن نكون نبعًا إنسانيًّا للمعرفة العلمية والفكرية والثقافية.
الرسالة: إثراء المشهدين العلمي والثقافي محليًّا وعالميًّا ببحوث أصلية وموارد وخبرات فريدة.
القيم: نشر المعرفة، تمكين البحث العلمي، حفظ التراث الإنساني.
الأهداف الإستراتيجية للسنوات الخمس القادمة:
1. زيادة الوعي والمعرفة بتراث الملك فيصل بن عبد العزيز –رحمه الله- لحفظ ذكراه وتوثيق مساهماته في خدمة البشرية.
2. تحفيز ودعم الحوار وتوثيق عرى التعاون المعرفي لتحقيق الأهداف العلمية للمركز.
3. التركيز على الإنتاج البحثي العلمي في العلوم الإنسانية.
4. حفظ التراث الإسلامي وتحقيقه.
5. رفع مستوى البنية التحتية التقنية والتطبيقات الإلكترونية والحضور الإلكتروني لتيسير تحقيق أهداف المركز.

### أهداف ومهام المركز
تمشيًا مع أهداف مؤسسة الملك فيصل الخيرية، تخصص المركز في خدمة الحضارة الإسلامية ودعم البحوث العلمية وتشجيع الأنشطة الثقافية والعلمية في عدد من المجالات. ويوجز المركز مهمته فيما يلي:
- رفع الوعي بإسهام الحضارة الإسلامية في التراث الإسلامي وإلقاء الضوء على الخصائص البارزة الرئيسية للحضارة الإسلامية.
- رفع الوعي الشعبي بالملك الراحل فيصل بن عبد العزيز وجهوده الإنسانية وسماته القيادية، وإلقاء الضوء على إسهامه المحوري ودعمه للتكافل الإسلامي.
- دعم البحوث في المجالات المرتبطة بالحضارة الإسلامية بناء على أسس علمية، وتشجيع الباحثين والطلاب في كافة المستويات الأكاديمية.
- المعاونة في تدريب جيل جديد من الباحثين المتخصصين في مجالات الدراسات الإسلامية واللغة العربية والعلوم الاجتماعية.
- المحافظة على التراث الإسلامي من خلال تنظيم معارض سنوية في المركز.
- تنظيم المحاضرات والمؤتمرات والندوات العامة والمتخصصة حول القضايا المهمة للإسلام والمسلمين ودورهم في الحاضر وفي المستقبل، وربط المسلمين اليوم بجذور الثقافة الإسلامية.
- مواصلة بناء المكتبات من خلال تجميع الموارد المتعلقة بجوانب الحضارة الإسلامية، والارتقاء بالمركز ليكون أحد المصادر الرئيسية حول الحضارة الإسلامية على مستوى العالم.
- تطوير قواعد بيانات متخصصة في المجالات المرتبطة بأهداف المركز ومجالاته التخصصية، ومن ثم رفع مستوى الخدمات المكتبية المقدمة للباحثين والطلاب في المركز.
- ترجمة الأطروحات والأبحاث العلمية إلى اللغات الأجنبية، وترجمة مجموعة من الأعمال المتميزة إلى اللغة العربية بما يخدم أهداف وغايات المركز.
- دعم وتشجيع الأبحاث في المجالات التي تقع في نطاق اهتمام المركز.

### جامعة الفيصل
جامعة الفيصل هي مؤسسة خاصة غير هادفة للربح وتطمح لتحتل مكانًا بين الجامعات البحثية العالمية الرائدة والمكرسة لخلق ونشر وتطبيق المعرفة في مجالات إدارة الأعمال والهندسة والعلوم البيولوجية والطب، وتطوير الاقتصاديات القائمة على المعرفة.

### مدارس الملك فيصل
تعد من أهم المدارس الأهلية الوطنية في المملكة العربية السعودية، وهي أول مدرسة تطبق معايير التعليم الدولية الناجحة في مناهجها.

### جامعة عفّت
تعد جامعة عفت أول جامعة أهلية نسائية في المملكة العربية السعودية، وتقدّم برامج وتخصصات جديدة للنساء.

## مكتبة المؤسسة
تغطي مقتنيات المكتبة مجالات الدراسات الإسلامية والحضارة الإسلامية. وتحتوي المكتبة في الوقت الحاضر على أكثر من 250.000 مجلد باللغات العربية واللاتينية. هذا بالإضافة إلى مجموعة مقتنيات من الدوريات النادرة والقديمة وأكثر من نصف مليون مقالة علمية. كما تضم مكتبة بحثية منفصلة للصوتيات والمرئيات بها أكثر من 11.000 من الشرائط الصوتية وشرائط الفيديو والشرائح والأفلام، والتي تضم محاضرات ومواد وثائقية في الموضوعات المتعلقة بأنشطة واهتمامات المركز المتنوعة.

## مكتبة المخطوطات
في إطار إسهامات المؤسسة في حفظ الثقافة الإسلامية وإلقاء الضوء على الإسهامات التي قدمها الباحثون العرب والمسلمون، أخذ مركز الملك فيصل للبحوث والدراسات الإسلامية على عاتقه مهمة معرفة أماكن تواجد كافة المخطوطات الإسلامية المعروفة على مستوى العالم، والتحقق منها وحيازتها أو نسخها وفهرستها. وإلى جانب ما يقارب من 23.000 مخطوطة مكتوبة بخط اليد، وبعضها يعود لأكثر من 1200 سنة، يضم أرشيف المخطوطات أكثر من 18.000 ميكروفيلم ومئات النسخ الضوئية. وقد تم الحصول على أغلب هذه الأفلام من خلال الاتفاقيات المتبادلة المبرمة مع مكتبة باريس الوطنية ومكتبة الكونغرس والمكتبة البريطانية. وتوفر قواعد البيانات على الباحثين 70% من الوقت الذين يقضونه في العادة في البحث في الكتالوجات للعثور على المعلومات عن المخطوطات الموجودة في الأماكن الأخرى من العالم، ويقوم المركز بتعقيم المخطوطة، ومن ثم تنظيفها على مراحل، وبعد ذلك تبدأ عملية الصيانة، وقد تستغرق شهوراً عديدة حيث تحتاج إلى وقتٍ وجهد.

## الرسم والرعاية
شاركت مؤسسة الملك فيصل أيضًا في تشجيع الروابط الثقافية والفنية بين أوروبا والمملكة العربية السعودية، خاصة من خلال مبادرة الرسم والرعاية والتي أطلقت في عام 1999م.

## المشاريع الخيرية
تبنت مؤسسة الملك فيصل الخيرية منذ عام 1397هـ/ 1976م مجموعة من المشاريع الخيرية، وقد أنفقت عليها مئات الملايين، فأنشأت إلى جانب المشاريع الخيرية عددًا من الركائز المساندة في كافة أرجاء المعمورة مثل: إنشاء المدارس والجامعات والمساجد والمراكز الصحية ومراكز البحوث، كما ساهمت المؤسسة في تطوير الأدوات اللازمة لإنشاء البنى التحتيّة، وهدفت المؤسسة من ذلك إلى الارتقاء بالمجتمعات الإنسانية الإسلامية إلى مستوى لائق وكريم.

## تعاون المؤسسة مع منظمة البكالوريا الدولية
أعلنت مؤسسة الملك فيصل الخيرية ومنظمة البكالوريا الدولية (IB) في شهر أبريل من عام 2014م، عن إطلاق شراكة على المدى الطويل لمشروع تربوي متكامل، يهدف إلى تطبيق برامج البكالوريا الدولية ذات الطابع التعليمي الشمولي في المملكة العربية السعودية. وقامت المؤسسة بدعم المشروع دعمًا ماليًا كاملاً، وقد جاء هذا التعاون الدولي في إطار سعي المؤسسة لبناء مستقبل تعليمي مشرق مع الإفادة من الخبرات الماضية والحاضرة وتمنيتها.

## الجوائز
فازت مؤسسة الملك فيصل الخيرية بجائزة «المؤسسات الثقافية/مسار المؤسسات غير الربحية» من مبادرة الجوائز الثقافية الوطنية في دورتها الرابعة 2024.

## انظر ايضاً
- جائزة الملك فيصل العالمية
- فيصل بن عبدالعزيز

## وصلات خارجية
- King Faisal Foundation - official website
- King Faisal Center for Research and Islamic Studies - official website
- خادم الحرمين يتوج العلماء بجائزة الملك فيصل.